# Rue Saint-Josse
La rue Saint-Josse est une rue de la commune bruxelloise de Saint-Josse-ten-Noode et qui relie la place Saint-Josse à la rue de la Commune.

## Origine
La rue Saint-Josse, dont le tracé est légèrement sinueux, suit en partie le chemin qui longeait le Maelbeek et est l'une des plus anciennes rues de la commune.
En 1858, à la suite de fréquentes inondations, il fut décidé d'élargir la rue et de voûter le ruisseau, ce qui fut effectué en 1862.

## Chronologie des noms de la rue
- 1816 : rue du Moulin
- 1838 : rue du Curé
- 1851 : rue Saint-Josse

## Bâtiments remarquables
- n° 13-15 : maison Art nouveau, de l'architecte Léon Govaerts, construite en 1902.